# Lovrenc na Pohorju
Lovrenc na Pohorju – wieś w Słowenii, siedziba gminy Lovrenc na Pohorju. W 2018 roku liczyła 1939 mieszkańców.